# Carige scutilimbata
Carige scutilimbata är en fjärilsart som beskrevs av Louis Beethoven Prout 1936. Carige scutilimbata ingår i släktet Carige och familjen mätare. Inga underarter finns listade i Catalogue of Life.